# Prager Platz
Der Prager Platz liegt im Berliner Ortsteil Wilmersdorf an der Grenze zum Bayerischen Viertel im Ortsteil Schöneberg. In ihn münden die Prager, Trautenau-, Prinzregenten-, Aschaffenburger und die Motzstraße. Mit einer Grünanlage und einer Fontäne auf der Mittelinsel, einer kleinen Fußgängerzone und einer Einkaufspassage ist er ein Erholungs- und Freizeitbereich für die umliegenden Wohnviertel.

## Geschichte

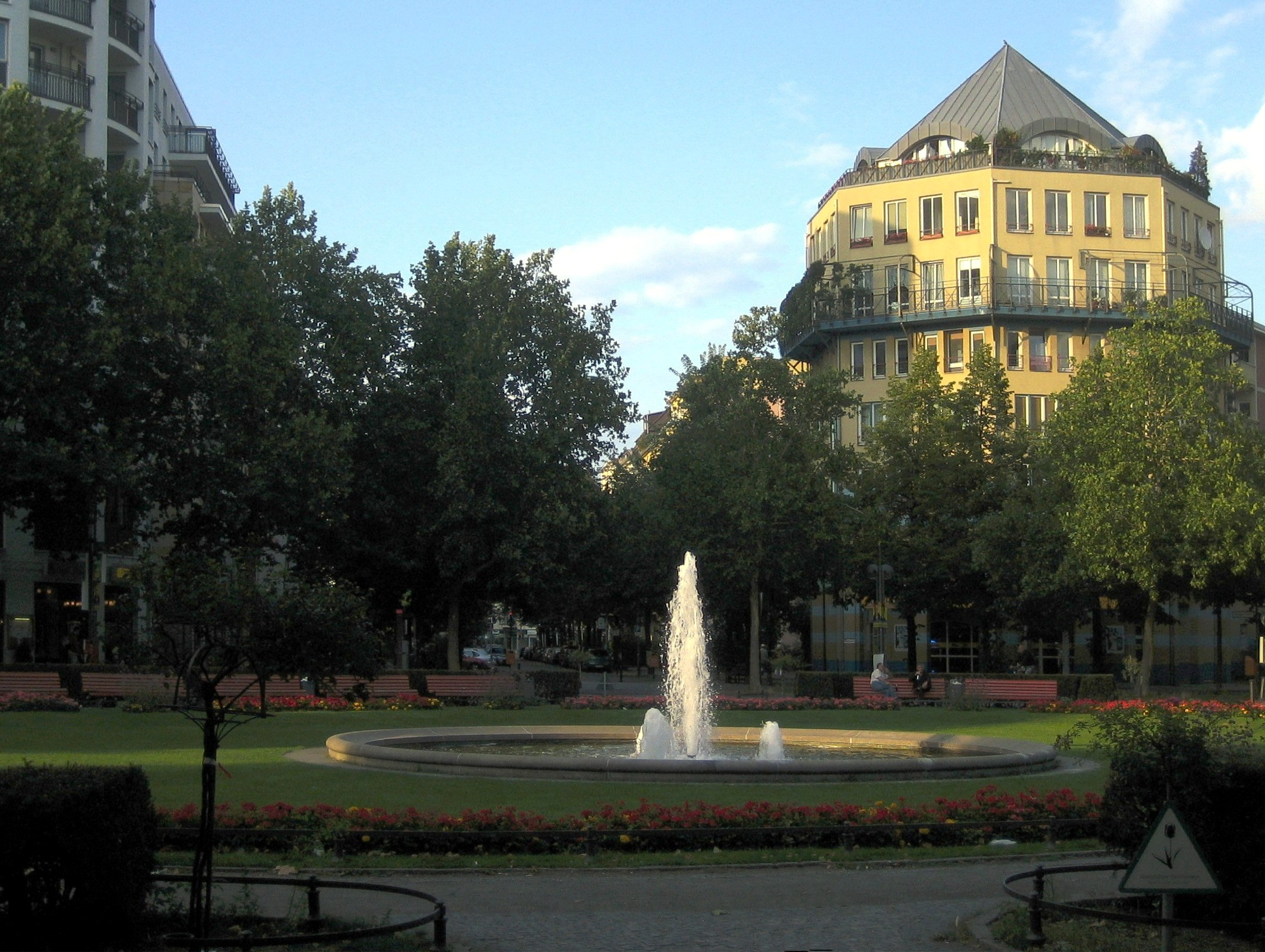
Prager Platz, Blick nach Nordosten

Der Platz wurde 1870 von Johann Anton Wilhelm von Carstenn als südöstlicher Repräsentations- und Schmuckplatz in der von ihm konzipierten „Carstenn-Figur“ gebaut, einem städtebaulichen Ensemble, zu dem der Nikolsburger, Fasanen- und Nürnberger Platz gehören. Ab 1878 hieß er Halberstädter Platz, 1888 erhielt er seine heutige Bezeichnung. Der Name erinnert an den Prager Frieden am 23. August 1866, der den Deutschen Krieg zwischen Preußen und Österreich beendete. Durch die Benennung war er immer schon mit seinem spiegelbildlichen Pendant verbunden, dem  Nikolsburger Platz (zuvor: Magdeburger Platz): Den Frieden 1866 nannte man „Friedensvertrag von Prag und Nikolsburg“ (chronologische Reihenfolge nicht ganz stimmig), und die beiden Bischofssitze Halberstadt und Magdeburg verband eine jahrhundertelange Geschichte der Hohenzollern und des Protestantismus. Insgesamt stehen die Platzbenennungen sowohl in inhaltlichem Zusammenhang mit dem nahen Hohenzollerndamm wie auch mit der damaligen Kaiserallee.
1904 erhielt der Platz eine Grünanlage nach Plänen von Richard Thieme und 1907 Wohngebäude im Stil der späten Gründerzeit.
Zweiter Weltkrieg und Neubebauung
Im Zweiten Weltkrieg wurde die Randbebauung durch Bombardements und Feuer nahezu völlig zerstört. Mehrere Jahrzehnte bildete er eine Straßenkreuzung, die von Stadtbrachen umgeben war. 1986 wurde der Platz in Anlehnung an die historische Struktur neu gestaltet. Die Mittelinsel wurde mit einer Rasenfläche, Randrabatten, hölzernen Sitzbänken und Hecken versehen, im Zentrum wurde ein Springbrunnen in einer flachen Granitschale errichtet. 1987 wurden im Rahmen der Internationalen Bauausstellung (IBA) Kopfbauten an den Straßeneinmündungen neu errichtet. Im Jahr 2002 wurde die letzte Baulücke durch ein Einkaufszentrum mit 17 Gewerbeeinheiten, einem Hotel und einem Fitnesscenter geschlossen. Im Oktober 2007 wurde am Rande des Platzes eine 3,3 Meter hohe Granitskulptur zum Andenken an den Dichter Rainer Maria Rilke errichtet. Das Werk des Bildhauers Miroslav Vochta ist ein Geschenk der Stadt Prag.
Seit Beginn des 20. Jahrhunderts war der Prager Platz ein kulturelles Zentrum des Berliner Westens. In den umliegenden Straßen lebten Künstler und Intellektuelle wie Albert Einstein und Egon Erwin Kisch. Erich Kästner wohnte nur zwanzig Meter vom Platz entfernt und erwähnte 1928 den Blick auf ihn im Prolog zu seinem Kinderbuch Emil und die Detektive. Die Prager Diele an der Ecke Trautenaustraße war in den frühen 1920er Jahren ein Treffpunkt russischer Intellektueller, die als Emigranten oder „Revolutionstouristen“ in Berlin wohnten. Zu ihnen zählten die Schriftsteller Vladimir Nabokov, Ilja Ehrenburg, Boris Pasternak und Maxim Gorki. Unmittelbar nach dem Zweiten Weltkrieg richtete der Architekt Paul Schwebes sein Büro am Prager Platz ein. In den 1990er Jahren wohnte Hildegard Knef nur wenige Schritte von dort entfernt.